# ガングリオン (お笑いコンビ)
ガングリオンは、サンミュージックプロダクションに所属する日本のお笑いコンビ。

## メンバー
クボ（1999年10月31日 - ）（25歳）
ボケとネタ作り担当。本名は久保ひなた、大阪府高槻市出身。大阪府立夕陽丘高校音楽科、大阪教育大学教育学部音楽表現コース卒業。趣味と好きなものは、読書、クラシック・2.5次元音楽、論理の破綻しているツイフェミ・惚気垢の引リツ欄、マヨネーズ、魚、珈琲。特技はトロンボーンとピアノ演奏、百人一首を全て覚えていること、教育大学で得た知識をひけらかすこと、美容師に恥ずかしげもなく「オシャレにしてください」と言えること。
北村文化財（きたむら ぶんかざい、1999年10月5日 - ）（25歳）
ツッコミ担当。鳥取県出身、近畿大学経営学部キャリアマネジメント学科卒業。趣味は日本史、プロ野球、立ち飲み、意味もなく歩くこと、競馬、出囃子に使えそうな曲を探すこと、政治。特技は外観で美味い居酒屋かどうか分かること。会社員として勤務する兼業芸人である。芸名は漢字5文字の名に憧れていたことから、尾崎世界観（クリープハイプ）を真似て命名。

## 概要
2020年に学生芸人コンビ「猫と大福」を解散したクボが、同じくコンビ「ウォッカ」を解散した近畿大学落語研究会所属の北村に声をかけて「ガングリオン」を結成した。

## 活動
クボは、「チームクボ」として、あらきとコンビ「くまねこ」、まいちとコンビ「ふわり春」、北村とコンビ「ガングリオン」、それぞれを組んで並行して活動し、2021年に大阪の芸人ユニット「WEST ANTS」にメンバーとして加入した後、楽屋Aを拠点として2023年に解散するまで活動した。
2023年にガングリオンとしてUNDER 25 OWARAI CHAMPIONSHIPの決勝に進出して7位となる。
2023年10月からPodcastでネットラジオ番組「ガングリオンの灰になるまで」の配信を始める。2024年に第5回JAPAN PODCAST AWARDS コメディ・お笑い部門最優秀賞。
2023年12月30日のライブで、「チームクボ」をお笑いライブ支援団体「Freckles（フレクルズ）」として活動することを発表。以降、コンビはガングリオンの活動が中心となる。
2024年にUNDER 25 OWARAI CHAMPIONSHIPへ2年連続で決勝進出して優勝した。決勝進出メンバーでは唯一大阪で活動するコンビであったが、2025年4月から東京進出し、サンミュージックプロダクション所属となる。

## 芸風
おもに漫才を披露し、クボの毒舌を特色とする。

## 賞レース成績
M-1グランプリ
- 2021年 1回戦敗退
- 2022年 2回戦進出
- 2023年 2回戦進出
- 2024年 3回戦進出 - 2回戦の追加合格として進出

その他
- 2023年 UNDER 25 OWARAI CHAMPIONSHIP 7位
- 2024年 UNDER 25 OWARAI CHAMPIONSHIP 優勝
- 2025年 UNDER5 AWARD 準決勝進出

## 出演

### テレビ
- るてんのんてる（2023年3月1日、読売テレビ）クボのみ、VTR出演[13]

### ラジオ
- さらば青春の光 東ブクロの学生芸人YOAKEMAE（ラジオ関西、2021年10月17日）
- ガングリオンの灰になるまで（2023年10月1日、Podcast）
- ガングリオンのオールナイトニッポンPODCAST（2025年1月18日 - 2025年4月5日、全12回予定、Podcast）
- ガングリオンのオールナイトニッポン0(ZERO)（2025年3月2日〈1日深夜〉、ニッポン放送）[14]